# Новопесчаное (Алтайский край)
Новопесчаное — село в Бурлинском районе Алтайского края России. Административный центр Новопесчанского сельсовета.

## География
Находится у озера Песчаное, западное побережье.
Рельеф — равнинный. Климат — резко континентальный. Средняя температура января −16,8 °C,июля +20,8 °C. Количество атмосферных осадков 275 мм. 

## История
Основано в 1891 году. До 1917 года украинское село Славгородской волости Барнаульского уезда Томской губернии. В 1928 году село Ново-Песчаное являлось административным центром Ново-Песчанского сельсовета Ново-Алексеевского района Славгородского округа Сибирского края. Были организованы сельскохозяйственные артели «Красный путиловец», имени Серова, «Новый путь» и имени Калинина. В 1950 году они объединены в колхоз имени Молотова (в 1957 году переименован в имени Ленина). В 1966 году на землях этого колхоза был организован совхоз «Песчанский».

## Население
В 1928 году проживал 2591 человек (1427 мужчин и 1164 женщины). Преобладающее население: украинцы.
| 1997  | 1998  | 1999  | 2000  | 2001  | 2002  | 2003  |
| ----- | ----- | ----- | ----- | ----- | ----- | ----- |
| 1111  | ↗1134 | ↘1101 | ↗1105 | ↗1112 | ↘1096 | ↘1077 |
| 2004  | 2005  | 2006  | 2007  | 2008  | 2009  | 2010  |
| ↘1037 | ↘1023 | ↘990  | ↘983  | ↗995  | ↘907  | ↘803  |
| 2011  | 2012  | 2013  |       |       |       |       |
| ↘802  | ↘770  | ↗774  |       |       |       |       |

## Инфраструктура
Личное подсобное хозяйство с зоной сельскохозяйственного использования, индивидуальная застройка усадебного типа.  1928 году село Ново-Песчаное состояло из 491 хозяйства.
Основа экономики — сельское хозяйство.
Новопесчанская средняя общеобразовательная школа, детский сад, Новопесчанский ФАП.

## Транспорт
Автобусное сообщение с райцентром.  Остановка общественного транспорта «Новопесчаное». 